# Manase, rege al Iudeei
Manase sau Menashe ben Hizkiahu (în ebraică:מְנַשֶּׁה - Menashè)  a fost un personaj biblic și al 14-lea  rege al Iudeii antice, ai cărei ani de domnie prezumtivi sunt 697-642 î.e.n. După Scriptură (în Vechiul Testament sau Biblia ebraică), a urcat pe tron la vârsta de numai 12 ani.
El a moștenit un regat mic și dependent de Asiria, în urma înfrângerii tatălui său, regele Hizkiahu, care s-a revoltat împotriva hegemoniei asiriene în regiune. 
În vremea sa regatul iudeu s-a învecinat la nord și la nord-vest cu Imperiul Asirian care ajunsese la culmea puterii sale.
În zona ocupată de asirieni a Țării Israelului sau Palestinei antice, pe locul fostului regat Israel, trăiau israeliți care nu fuseseră deportați în Mesopotamia, precum și coloniști aduși de asirieni, cunoscuți, în general, sub numele de samariteni.
Manase este menționat de două ori în inscripții asiriene ca „Manase, regele Iudeii” - „Menasî/Ninsi šar Iaudi” , una din ele din vremea regelui Asarhaddon și cealaltă din analele regelui Asurbanipal 
El a fost regele care a avut cea mai lungă domnie din istoria evreilor.

## Domnia

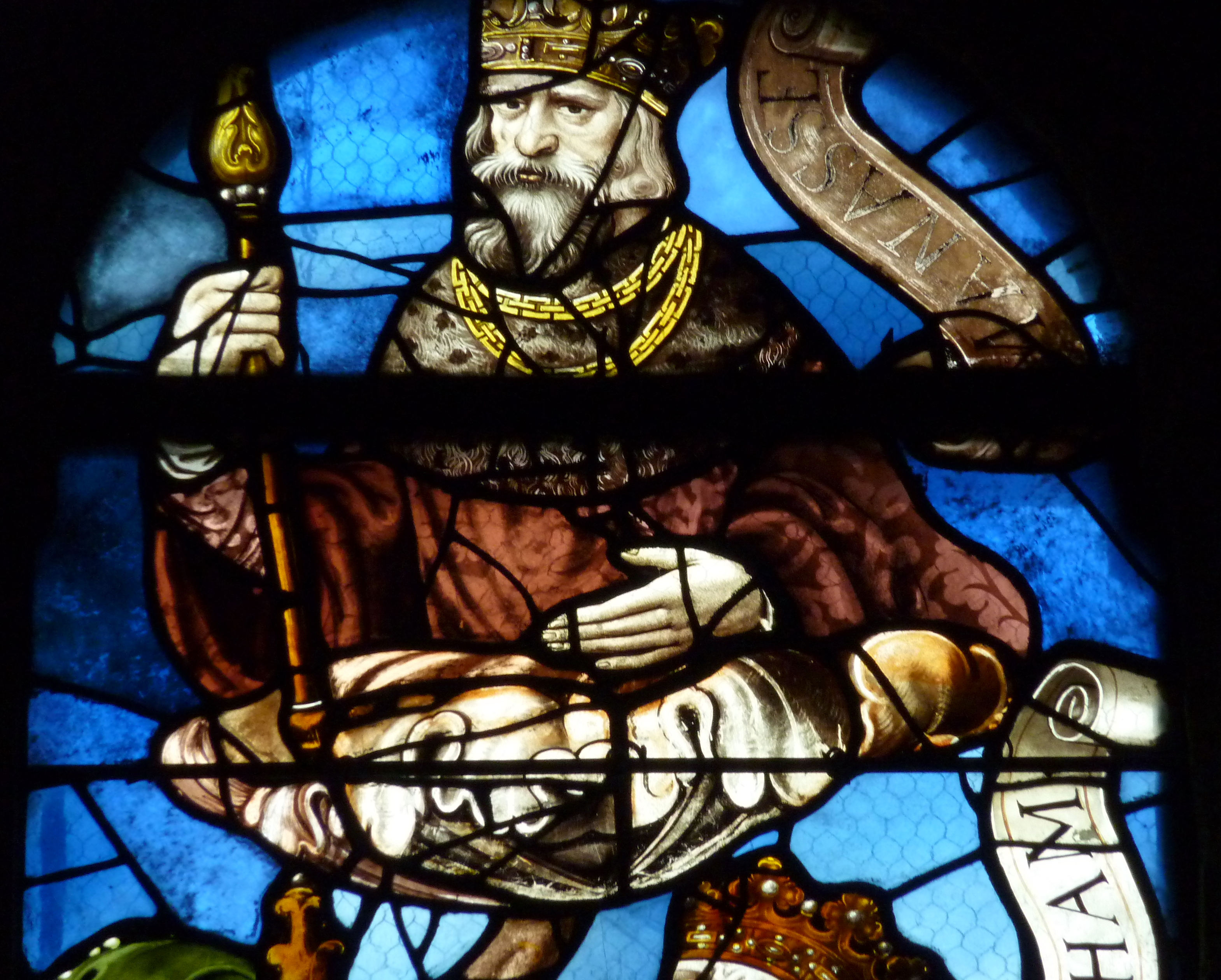
Figura imaginară a regelui Manase pe vitrajul bisericii Saint Martin din Groslay

În cursul domniei sale Manase a autorizat cultul diverșilor zei din regiune și oficierea lor în Templul din Ierusalim, în ciuda împotrivirii profeților evrei. Poate că această politică religioasă s-ar putea explica prin starea dificilă economică și morală a regatului și de vasalitatea  față de Asiria. 
Din contră, arheologul Israel Finkelstein în cartea sa „Reshit Israel” descrie  anii domniei lui Manase ca o perioadă în care regatul Iudeei s-a refăcut de pe urma campaniei distrugătoare a regelui Sanherib al Asiriei din vremea domniei regelui Ezechia (Hizkiahu).
De asemenea era o perioadă în care au luat amploare relațiile comerciale cu alte regiuni, precum Peninsula Arabică, s-a extins așezarea  de iudei în sudul Palestinei și s-au perfecționat tehnicile de producție și organizarea economiei. 
Prezentarea in Biblie a regelui Manase ca vărsător de „sânge curat” ar putea reflecta conflictele interne religioase din regat.
În general, se presupune că Manase a facilitat și chiar a încurajat pătrunderea culturii asiriene ca parte a sistemului de relații strânse cu stăpânitorii Asiriei, mai ales cu regii Senaherib și Asarhaddon. Ca răsplată pentru serviciile sale, Asarhaddon a transferat o parte din regiunea Samariei în mâinile Iudeei.
Arnold J. Toynbee îl considera pe Manase ca un conservator pios, care apăra religia strămoșilor săi față de iconoclaștii monoteiști.

## Punctul de vedere al tradiției religioase iudaice

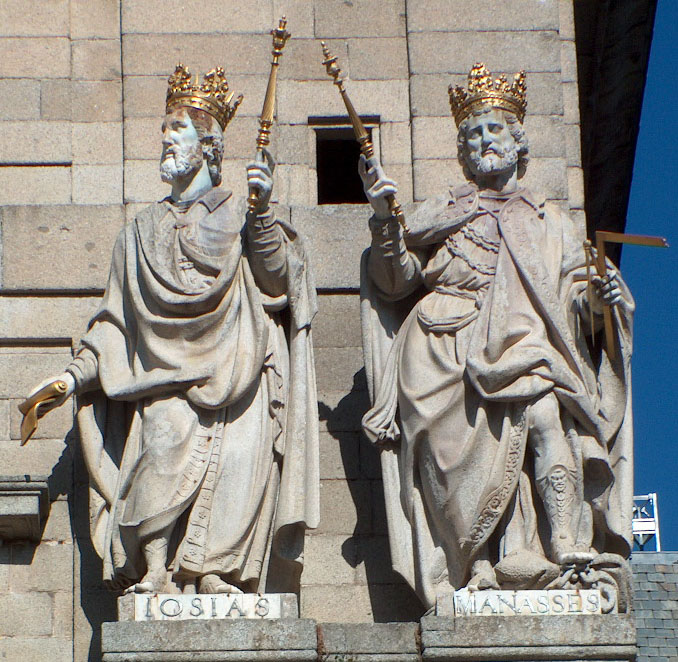
Statui ale regilor iudei Iosia și Manase pe clădirea palatului Escorial din Spania

Biblia nu furnizează date despre situația politică a Regatului Iudeei în zilele lui Manase și nici cu privire la politica sa generală, ci se concentrează asupa păcatelor sale față de Dumnezeu (Yahve).
„Însă Manase a dus pe Iuda și pe locuitorii Ierusalimului la atâta rătăcire, încât ei au săvârșit mai rău decât acele popoare pe care Domnul le stârpise din fața fiilor lui Israel.”—(Cartea Cronicilor II - 33,9)
Păcatele lui Manase includ (după Cartea Regilor și diverse comentarii) abolirea regulilor de cult pe care le aplicase tatăl său, Ezechia, introducerea în Iudeea a cultului lui Baal și al Așerei și postarea unei statui a Așerei în incinta Templului din Ierusalim
(Regi II, 21,7) , introducerea cultului vrăjitoresc al „oștirii cerurilor” - al stelelor și planetelor - pe teritoriul regatului si chiar ridicarea de altare ale acestui cult în curțile Templului, consultarea ghicitorilor și a falșilor văzători , ștergerea numelui lui Dumnezeu din cărțile sfinte, relații incestuoase cu sora sa, arderea unui copil al său (pe altarul lui Moloh). Ii sunt atribuite vărsări de sânge și asasinate, între care (după spusele unor învățați talmudiști), chiar și asasinarea bunicului său, prorocul Isaia.
Atât Cartea Regilor cât și cea a Cronicilor menționează numeroasele păcate ale lui Manase, și leagă acestea de distrugerea primului Templu din Ierusalim. Cartea Cronici conține o informație suplimentară, care nu apare în cartea Regilor, și anume că Manase ar fi fost deportat de asirieni în Babilon, și că fiind acolo, a înălțat o rugăciune catre Dumnezeul lui Israel și s-a căit de păcatele sale. Apoi , reîntors în regatul său Iudeea, s-a pocăit și a devenit slujitor credinicios al Legii lui Dumnezeu. Veridicitatea istorică a acestei povestiri este pusă la indoială. 
În  literatura apocrifă acest deznodământ - al captivității în Babilonia al lui Manase și al pocăirii sale este reluat, mai cu seamă în cartea apocrifă numită Rugăciunea lui Manase. 
Diferențele și contrastul dintre narativele din Cartea regilor si cea a Cronicilor a fost obiectul unor dispute între rabini .Tratatul
Sanhedrin (10,2) din Mișna scrie ca trei regi evrei nu vor avea parte de lumea de apoi Ieroboam (Yaravam), Ahab (Ahav) și Manase (Menashe). În schimb, rabi Yehuda era de părere că ,în lumina povestirii din Cartea Cronici II, Manase va avea parte de ea: 
„Iar dacă s-a rugat, Dumnezeu l-a auzit și i-a ascultat rugăciunea lui și l-a adus înapoi la Ierusalim, în regatul său. Și a cunoscut Manase că Domnul este Dumnezeul cel adevărat.”—(Cronici II, 33,13)
La aceasta replică niște învățați:
„I-au spus că l aduc înapoi în regatul său, nu la viața lumii de apoi.”

## Legături exterioare
- ימיו הסוערים של המלך מנשה  Blogul Platon -Uri Katzir - Zilele furtunoase ale regelui Manase Arhivat în 7 iulie 2009, la Wayback Machine.

- capitolul 20 despre Manase Arhivat în 16 ianuarie 2019, la Wayback Machine. în podcastul  Cronici
- Dr.Boaz Stavi -"Fake news în Biblie:Domnia lui Manase", podcastul Citim Biblia - Ossim Tanakh, 12 februarie 2018